# Cassa nazionale di previdenza e assistenza forense
La Cassa nazionale di previdenza e assistenza forense (nota anche semplicemente come Cassa Forense) è l'ente previdenziale italiano, presso cui debbono essere obbligatoriamente assicurati tutti gli avvocati italiani iscritti agli Albi forensi. Essa garantisce le tutele previdenziali e assistenziali ai professionisti iscritti.
La Cassa forense è sottoposta alla vigilanza del Ministero del lavoro e delle politiche sociali, del Ministero dell'economia e delle finanze e del Ministero della giustizia.

## Disciplina normativa
La Cassa Forense, istituita nel 1952, ha natura legale di fondazione con personalità giuridica di diritto privato, in seguito alla privatizzazione del 1993-1994.

## Gestione
La Cassa forense gode di autonomia regolamentare e gestionale ed è sottoposta alla vigilanza dei Ministeri vigilanti. Il Comitato dei delegati è formato da 80 componenti, eletti dagli avvocati iscritti alla Cassa che mantengano l'iscrizione ad un albo e dai praticanti iscritti.

## I Presidenti
Cronologia dei Presidenti di Cassa Forense: 
1. Salvatore Italia dal 3 maggio 1952 al 27 febbraio 1954
2. Mario Moschella dal 19 giugno 1954 al 29 luglio 1964
3. Ferruccio Cappi dal 29 luglio 1964 al 28 gennaio 1971
4. Giuseppe Valensise dal 28 gennaio 1971 al 24 gennaio 1975
5. Carlo Fornario dal 24 gennaio 1975 al 3 dicembre 1977
6. Francesco Berti Arnoaldi Veli dal 3 dicembre 1977 al 3 febbraio 1979
7. Franzo Grande Stevens dal 3 febbraio 1979 al 21 novembre 1980
8. Edilberto Ricciardi dal 21 novembre 1980 al 26 novembre 1983
9. Antonino Campolo dal 26 novembre 1983 al 28 febbraio 1986
10. Giorgio Piccialuti dal 28 febbraio 1986 al 31 ottobre 1987
11. Dario Donella dal 7 novembre 1987 al 27 febbraio 1988
12. Alarico Mariani Marini dal 27 febbraio 1988 al 12 gennaio 1991
13. Umberto Tracanella dal 12 gennaio 1991 al 15 gennaio 1993
14. Riccardo Scocozza dal 15 gennaio 1993 al 4 settembre 1993
15. Vittorio Fazio dal 4 settembre 1993 al 21 gennaio 1995
16. Giuseppe Botta dal 21 gennaio 1995 al 1º febbraio 1997
17. Maurizio de Tilla dal 1º febbraio 1997 al 15 marzo 2007
18. Riccardo Scocozza dal 15 marzo 2007 al 18 luglio 2007
19. Paolo Rosa dal 14 settembre 2007 al 5 giugno 2009
20. Marco Ubertini dal 5 giugno 2009 al 24 giugno 2011
21. Alberto Bagnoli dal 24 giugno 2011 all'11 gennaio 2014
22. Nunzio Luciano dall'11 gennaio 2014 al 29 aprile 2021
23. Valter Militi dal 29 aprile 2021

## Attività
La Cassa ha la funzione di assicurare agli avvocati e ai loro superstiti un trattamento previdenziale. Rientrano, inoltre, fra le funzioni della Cassa Forense l'erogazione di trattamenti assistenziali a favore degli iscritti e dei loro congiunti, nonché la gestione di forme di previdenza integrativa.

### Siti web
- Sito ufficiale, su cassaforense.it.
- Analisi macroprudenziale e stress testing dell'ultimo bilancio tecnico: alla ricerca della stabilità finanziaria, in DirittoeGiustizia. URL consultato il 4 aprile 2013.

### Leggi di riferimento
- Costituzione della Repubblica Italiana
- Decreto legislativo 30 giugno 1994, n. 509, in materia di "Attuazione della delega conferita dall'art. 1, comma 32, della legge 24 dicembre 1993, n. 537, in materia di trasformazione in persone giuridiche private di enti gestori di forme obbligatorie di previdenza e assistenza."
- Decreto legislativo 10 febbraio 1996, n. 103, in materia di "Attuazione della delega conferita dall'art. 2, comma 25, della legge 8 agosto 1995, n. 335, in materia di tutela previdenziale obbligatoria dei soggetti che svolgono attività autonoma di libera professione."
- Legge 8 agosto 1995, n. 335, in materia di "Riforma del sistema pensionistico obbligatorio e complementare."
- Ministero del lavoro e della previdenza sociale - Decreto 29 novembre 2007.
- Decreto-legge 2 dicembre 2011, n. 201, articolo 24, in materia di "Disposizioni urgenti per la crescita, l'equita' e il consolidamento dei conti pubblici."